# Liste des voies de Saint-Jean-de-Luz
Cette page présente la liste (et la description éventuelle) des voies de la commune de Saint-Jean-de-Luz, située dans les Pyrénées-Atlantiques, classées par catégories.

## Noms avec une date
- Rue du 4 Septembre
- Rue du 8 Mai 1945
- Rue du 14 Juillet
- Rue du 17 Pluviôse : jour du calendrier républicain en lien avec la bataille du camp des Sans Culottes qui s'est déroulée sur la corniche basque en 1794 (an II).

## Allées
- Allée Chantecler
- Allée des Chasseurs
- Allée Abbé Idiartegaray
- Allée Mademoiselle Antoinette Lacarra
- Allée des Palombes
- Allées Perkain : joueur de pelote basque. Voie située en bordure du fronton municipal inauguré en 1914[2].
- Allée de la Soule
- Allée de la Source
- Allée des Tourterelles

## Avenues
- Avenue Anatol
- Avenue Andenia
- Avenue Antoine de Saint-Exupéry
- Avenue Argi Eder
- Avenue de Bordaberry
- Avenue de Chantaco
- Avenue Claude Farrère
- Avenue du Colonel de Coulomme
- Avenue des Dunes
- Avenue Edmond Rostand
- Avenue d'Etcheverry
- Avenue Georges Clemenceau
- Avenue de Habas
- Avenue Ichaca
- Avenue de l'Irrintzina
- Avenue André Ithurralde : maire de Saint-Jean-de-Luz (1971-1987).
- Avenue de Jalday
- Avenue Jauréguiberry : danseur luzien[3].
- Avenue Karsinenea
- Avenue Joachim Labrouche : maire de Saint-Jean-de-Luz (1808-1814 et 1818-1853).
- Avenue de Lahanchipia
- Avenue de Laïatz
- Avenue Lamartine
- Avenue Larreguy
- Avenue de Layats
- Avenue de Lohobiague : famille d'armateurs luziens[4]. La maison Lohobiague, érigée en 1643 au bord du marais, est connue sous le nom de Maison Louis XIV après qu'elle a accueilli le roi de France à l'occasion de son mariage en 1660[5].
- Avenue Miau
- Avenue Napoléon III
- Avenue de l'Océan
- Avenue d'Olabaratz
- Avenue du Parc
- Avenue Pierre Larramendy : maire de Saint-Jean-de-Luz (1961-1971).
- Avenue Pierre Loti
- Avenue Pellot : corsaire basque[6].
- Avenue du Professeur Gregorio Marañon
- Avenue de Verdun

## Boulevards
- Boulevard du Commandant Passicot
- Boulevard Adolphe Thiers : anciennement dénommé avenue des Bains, en raison de l'installation d'un premier établissement de bains de mer en 1848, le boulevard Thiers est percé entre 1882 et 1886 afin de relier le centre-ville à l'océan[7]. Rejoignant la jetée qui protège la ville des vagues et des tempêtes, le boulevard accueille à la Belle Époque de luxueuses villas, hôtels et casino. Jusqu'en 1937, un tramway de la compagnie des en provenance de Bayonne par la Pointe Sainte-Barbe, y débouche[8]. Il est raccordé à la RN 10 en 1913.
- Boulevard Victor Hugo : initialement appelé boulevard du Marais, large de 16 mètres, cet axe conçu pour désengorger la rue Gambetta, est rapidement rebaptisé du nom de l'écrivain célèbre disparu en cette année 1885. Il est raccordé à la RN 10 en 1913[9].

## Chemins
- Chemin de Chibau
- Chemin de la Côte
- Chemin Duhartia
- Chemin d'Erromardie
- Chemin de la Ferme
- Chemin de Kokotia
- Chemin de Miquelenia
- Chemin du Phare
- Chemin de Saint-Joseph
- Chemin de Senix

## Impasses
- Impasse Arbide
- Impasse des Écoles
- Impasse Etchebat
- Impasse des Marronniers
- Impasse Ondicola
- Impasse Personnaz
- Impasse St-Jean
- Impasse Yoko Lekua

## Passages
- Passage Cépé

## Places
- Pilota Plaza
- Place des Basques
- Place de Biscaye
- Place Charles Lebout
- Place du Collège
- Place d'Errobi
- Place d'Espagne
- Place de Guipuzcoa
- Place du Labourd
- Place Louis XIV
- Place du Maréchal Foch
- Place Maurice Ravel
- Place de Navarre
- Place Port Nivelle

## Promenades
- Promenade Alfred Pose
- Promenade Jacques Thibaud
- Promenade de la Plage
- Promenade des Rochers

## Quais
- Quai de l'Infante

## Routes
- Route d'Ascain
- Route de Balcoin
- Vielle Route de Saint-Pée
- Route des Plages

## Rues
- Rue Abbé Txomin de Onaindia
- Rue Adrien Barnetche
- Rue de l'Agent Fauthous
- Rue Ahetz-Etcheber
- Rue Aïcé Errota
- Rue Alexandre Saint-Martin
- Rue d'Archilua
- Rue Augustin Chaho
- Rue Axular
- Rue de la Baleine
- Rue de la Belette
- Rue Belharra
- Rue de Belzunce
- Rue Bizkarbidea
- Rue Cépé : corsaire basque[6].
- Rue des Champs
- Rue Chauvin Dragon
- Rue Choko Alde
- Rue de la Clairière d'Isaka
- Rue du Colonel de Lavaucoupet
- Rue de la Corderie
- Rue Coursic
- Rue Daguenet
- Rue du Docteur Albert Goyeneche
- Rue du Docteur Paul Ricau : maire de Saint-Jean-de-Luz (1987-1989).
- Rue Duconte : corsaire basque[6].
- Rue des Dunes
- Rue de l'Église
- Rue Élie de Sèze : maire de Saint-Jean-de-Luz (1944-1953).
- Rue Élise Arramendy : membre du groupe luzien des Begilareak fondé en 1935[10].
- Rue des Érables
- Rue d'Errobi
- Rue Fargeot
- Rue François Rabelais
- Rue de la Gabarre
- Rue Gabriel Deluc
- Rue Gaëtan Bernoville
- Rue Hélène Boucher
- Rue Henri et Pierre Dop
- Rue de Hirigoyen
- Rue Hirrigoyen
- Rue Ibagnette
- Rue Ignace François Bibal
- Rue Ithur Baita
- Rue Ithurrico Etchea
- Rue Itsas Mendi
- Rue Jean Isidore Harispe
- Rue Jean d'Albarade
- Rue Jean Bague
- Rue Jeanne Courtade
- Rue Joannis de Hayet : armateur luzien[4].
- Rue Joannot de Haraneder : armateur luzien, bâtisseur de la demeure appelée Joanoenia et construite vers 1640[4]. Elle fut ensuite appelée "maison de l'Infante", après le mariage de Louis XIV et de Marie-Thérèse d'Autriche en 1660.
- Rue Joseph Garat
- Rue Joseph Nogaret
- Rue Jules Védrines
- Rue Landa Handi
- Rue Léon Gambetta
- Rue Louis-Fortuné Loquin
- Rue Louis Paulhan
- Rue Mademoiselle Etcheto
- Rue Manuel Sein dit Xanpun (eu)
- Rue Marcel Hiribarren
- Rue Maria Meharra : Reine des Kaskarot de Saint-Jean-de-Luz[11].
- Rue Marion Garay
- Rue Martin Ondicola
- Rue Martin de Sopite
- Rue Maryse Bastié
- Rue Mazarin
- Rue Mendi Alde
- Rue de la Mer
- Rue Michel le Basque
- Rue du Midi
- Rue Moco
- Rue Monseigneur Bellevue
- Rue Murillo
- Rue de Olazabal
- Rue des Ormeaux
- Rue Paul Gelos
- Rue Philippe Veyrin
- Rue Pierre de Chibau : corsaire basque[6].
- Rue Pierre-Louis Tourasse
- Rue de la Providence
- Rue Rapatze
- Rue Renau d'Élissagaray : corsaire basque[6].
- Rue René Choquet
- Rue de la République
- Rue de la Rhune
- Rue Saint-Jacques
- Rue Saint-Jean
- Rue de Sainte-Barbe
- Rue Salagoity
- Rue Sébastien Vauban
- Rue Sœur Vincent-de-Paul
- Rue Vincent Barjonnet : maire de Saint-Jean-de-Luz (1871-1878).
- Rue Vionnois : ingénieur ayant participé à la construction des digues du front de mer[12].
- Rue de l'Y

## Squares
- Square Elizaga
- Square Jean Moulin